# Foresta di Fiorentini
La foresta di Fiorentini è un complesso forestale appartenente al demanio della regione Sardegna. Si estende in territorio di Bultei, nella zona centro settentrionale dell'Isola, su una superficie di 1587,23 ettari tra la quota 510 del rio Baddine e il rilievo più elevato di monte Fraidorzu a 1002 metri s.l.m.

Istituita con la  legge n. 3713 del 4 marzo 1886, è con la foresta di Anela una delle più antiche della Sardegna. È caratterizzata da boschi di sughera (Quercus suber) e di leccio (Quercus ilex), quest'ultima in alcune aree in associazione a roverella (Quercus pubescens).
Al suo interno, in località Sa Pruna, è presente una tomba dei giganti, testimonianza di un antico insediamento di  epoca prenuragica.
La foresta è raggiungibile dalla strada provinciale n. 36 Bultei-Nughedu San Nicolò, che la attraversa, oppure dalla SP 161, la cosiddetta "strada delle vette" che unisce Bultei a Pattada.